# Szijely
Szijely (kaz. Шиелі, zw. także Szyjli lub Cziuli, ros. Шийли, Чиули) – krater uderzeniowy położony w obwodzie zachodniokazachstańskim w Kazachstanie. Skały krateru odsłaniają się na powierzchni ziemi.
Krater ma 5,5 km średnicy i powstał około 46 milionów lat temu, w eocenie, w skałach osadowych.